# Wolja Saraga
Wolja Saraga (* 3. September 1908 in Berlin; † 15. Februar 1980) war ein deutscher Physiker und Dozent am Heinrich-Hertz-Institut für Schwingungsforschung der TH Berlin.

## Leben und Werk
Der Sohn eines rumänischen Vaters und einer russischen Mutter, zwar jüdischer Herkunft, aber ohne konfessionelle Bindungen, studierte Telekommunikation an der TH Berlin und Physik und Mathematik an der Humboldt-Universität zu Berlin, wo er 1935 seinen Dr. phil. im Fachbereich Physik erwarb.
Er war 1929–1933 wissenschaftlicher Mitarbeiter und später Dozent am Heinrich-Hertz-Institut für Schwingungsforschung der TH Berlin.
1931 baute er hier das Lichtbogeninstrument Saraga-Generator. Es bestand aus einer in einer weiß gestrichenen Kiste montierten Fotozelle, auf die durch einen Schlitz in einer der Wände Neonlicht gestrahlt wurde. Unterbrechungen des Lichtstrahls bewirkten eine Veränderung der Tonhöhe. Hüllkurve und Klangfarbe wurden durch ein handliches Gerät mit Schaltern manipuliert, die Lautstärke wurde mittels Pedals gesteuert. Es wurde 1932 auf der Berliner Funkausstellung vorgestellt.
1933 wurde er als Jude aus dem Heinrich-Hertz-Institut für Schwingungsforschung entlassen und konnte nur gegen Widerstände 1935 seine Dissertation abschließen. Die deutsche Staatsbürgerschaft wurde ihm aberkannt und die Reichsschrifttumskammer verbot ihm jedes Publizieren. Auswanderung erwies sich als schwierig, die Schweiz und die USA lehnten eine Aufnahme ab. Im Mai 1938 gelang die Ausreise nach Großbritannien, wo er im Folgejahr bei der Telephone Manufacturing Company in Orpington, Kent begann. Ab 1944 leitete er eine Gruppe zur Netzwerkentwicklung. Er war auch Teilzeit-Dozent für Netzwerktheorie und Mathematik am South-East London Technical College.

## Veröffentlichungen
- Ueber Gleichstrom-Ersatzschaltungen für Wechselstromprobleme. Ebering, Berlin 1936 (Inaugural-Dissertation, Univ. Berlin, 1936.).
- The Design of Wide-Band Phase Splitting Networks. In: Proceedings of the IRE. Band 38, Nr. 7, 1950, S. 754–770, doi:10.1109/JRPROC.1950.233434.
- An aerial analogue computer. An instantaneous radiation pattern tracer and degign apparatus for directional arrays. In: Journal of the British Institution of Radio Engineers. Band 13, Nr. 4, 1953, S. 201–224, doi:10.1049/jbire.1953.0026 (mit D. T Hadley, F. Moss).
- A design philosophy for microelectronic active-RC filters. In: Proceedings of the IEEE. Band 67, Nr. 1, 1979, S. 24–33, doi:10.1109/PROC.1979.11198 (mit D. Haigh, R. G Barker).